# Chelsea - Fulham en football
La rivalité entre Chelsea et Fulham, se réfère à l'antagonisme entre deux clubs de football de l'ouest de Londres. Leurs confrontations portent donc logiquement le nom de West London derby (Derby de l'ouest de Londres).
La rivalité entre les deux clubs tient de la proximité géographique des terrains de jeu, tous les deux basés dans le quartier de Fulham. En 1904, l'homme d'affaires Gus Mears propose à Henry Norris, alors président du club de Fulham, de déménager de Craven Cottage pour aller s'installer sur le terrain de Stamford Bridge, terrain récemment acquis par Mears. Norris refuse l'offre, ce qui motive Mears à fonder le Chelsea FC qui va jouer à Stamford Bridge.
Contrairement à certaines rivalités dans le football en Angleterre, la rivalité entre Fulham et Chelsea ne s'est pas fortement développée. La raison est que les deux clubs ont peu souvent évolué dans la même division (les deux n'étaient dans la même division que cinq fois entre 1968 et 2001) et que les rencontres entre les deux clubs sont souvent sans enjeu majeur.
Le palmarès national comme le bilan des confrontations est nettement à l'avantage de Chelsea. Sur les 74 matchs joués, les Blues de Chelsea se sont imposés 41 fois tandis que les Cottagers de Fulham n'ont que 9 succès. Chelsea a également remporté le championnat d'Angleterre, la coupe d'Angleterre, la Ligue des Champions, Coupe des Coupes, et la Ligue Europa titres que Fulham n'a jamais gagné.

## Navigation